# Ícaro Lira
Pour les articles homonymes, voir Lira.
 (juin 2021).
Ícaro Lira est un artiste brésilien né en 1986 à Fortaleza. Il vit et travaille à Lisbonne, Portugal.

## Biographie
Ícaro Lira a étudié les arts visuels à la School of Visual Arts du Parque Lage à Rio de Janeiro et le montage cinématographique et sonore au Darcy Ribeiro Film Institute, également à Rio de Janeiro. Il a participé au PIMASP - le Programme Indépendant du Musée d'Art de São Paulo (MASP). En 2013, il a reçu le Prix IPHAN pour l'art et le patrimoine de l'Institut national du patrimoine historique et artistique. Il a participé à la 3e Biennale de Bahia (2014), à Rumos Itaú Cultural (2016) et au 20e Festival d'art contemporain Sesc_Videobrasil (2017). Depuis plusieurs années, Ícaro Lira développe son projet en cours Museu do Estrangeiro (Musée de l’Étranger), sous la forme d'une archive, il explore l’histoire de l’immigration à São Paulo et au Brésil. En 2019, lors de ses résidences à la fondation Delfina à Londres puis à la Cité internationale des arts à Paris, il poursuit ce projet en attirant l'attention sur les liens et les processus de migration entre le Brésil et le Royaume-Uni puis entre le Brésil et la France.
Ícaro Lira est représenté par la galerie Jaqueline Martins à São Paulo et la galerie Salle Principale à Paris.

## Démarche artistique
Ícaro Lira s’attache à analyser les implications et l'évolution des actes politiques et historiques brésiliens par le biais de travaux documentaires, archivistiques, archéologiques et de fiction. Ses expositions ont des structures semblables à celles de petits "musées", il y rassemble différents fragments oubliés, produisant un système d'objets où s’articulent matériaux artistiques et non artistiques, ainsi qu'un ensemble d'actions, qui ne se confinent pas nécessairement au monde de l’art, mais se déploient à travers des livres, des ateliers, des débats, des promenades, etc.

## Expositions

### Expositions personnelles
- Leçons de la pierre (cur. Elena Lespes Muñoz), Salle Principale, Paris, France. 2019
- Frente de Trabalho (cur. Gabriel Bogossian), Galerie Jaqueline Martins, São Paulo, Brésil. 2018
- Projeto popular. 18o Mostra SESC Cariri de Culturas, Centro Cultural Banco do Nordeste. Juazeiro do Norte, Brésil. 2016
- Campo geral. (Cur. Marta Ramos-Yzquierdo) Central Galeria de Arte, São Paulo, Brésil. 2015
- Museu do Estrangeiro. (Cur. Marta Mestre) Oficina Cultural Oswald de Andrade, São Paulo, Brésil. 2015
- Projeto popular (cur. Beatriz Lemos), Centro Cultural Banco do Nordeste, Fortaleza, Brésil. 2014
- Cidade Partida (cur. Paulo Miyada), Paço das Artes, USP, São Paulo, Brésil. 2014
- Desterro (cur. Bernardo Mosqueira), Galerie IBEU, Rio de Janeiro, Brésil. 2013
- Romaria, 14e Mostra Sesc Cariri de Culturas (cur. Paula Borghi), Crato, Brésil. 2012

### Expositions collectives
- 71 Salão de Abril, Casa Barão de Camocim, Fortaleza, Brésil, 2020
- Não vamos para marte, Galeria Jaqueline Martins, São Paulo, Brésil, 2020
- Art-O-Rama, Salon Immatériel, Salle Principale, Marseille, France, 2020
- Four Flags 2020 (cur. Julia Mullié and Nick Terra), Galeria Jaqueline Martins, São Paulo, Brésil, 2020
- Festival visions d'exil 3ème édition, l'atelier des artistes en exil, Paris, France, 2019
- Meta-Arquivo 1964-1985, Sesc Belenzinho, São Paulo, Brésil, 2019
- The accumulation of our moments of silence will become the loudest noise, ACME Studios, Londres, Grande Bretagne, 2019
- O Pequeno Colecionador, Brinquedos do Mundo, Carbono Galeria, São Paulo, Brésil, 2019
- Rivers flow out of my eyes, Tegenboschvanvreden Gallery, Amsterdam, Pays-Bas, 2019
- Componentes e constelações de uma cidade partida, MAB Centro, São Paulo, Brésil, 2019
- Video SUR, Artesur, Palais de Tokyo, Paris, France, 2018
- BRASILE IL Coltello Nella Carne, PAC, Padiglione d'Arte Contemporanea, Milan, Italie, 2018
- Macro Asilo, MACRO, Musée d’Art Contemporain, Rome, Italie, 2018
- XIV Biennale Jogja, Equateur #4, Yogyakarta, Indonesie, 2017
- 20o Festival d’Art Contemporain Sesc_Videobrasil, SESC Pompéia, São Paulo, Brésil, 2017
- The Aesthetics of Knowledge, Concrete Mirror, Musée de la Chasse et de la Nature, Paris, France, 2017
- Museu Do Estrangeiro, Akademie der Bildenden Künste Wien, Vienne, Autriche, 2017
- Torre de Transmissão, Expedição catástrofe, Rumos Itaú Cultural, Goiânia, Brésil, 2017
- OSSO, Exposição- apelo ao amplo direito de defesa de Rafael Braga, Instituto Tomie Ohtake, São Paulo, Brésil, 2017
- QAP: Tá na escuta?, Festival Art Actuel, Institut Tomie Ohtake, São Paulo, Brésil, 2017
- A Gentil Carioca Jaqueline Martins, Galerie Jaqueline Martins, São Paulo, Brésil, 2017
- Photo-Paged: Review on Brazilian Experimental Publishing, CPG, Centre de photographie de Genève, Génève, Suisse, 2017
- Sempre um ponto de identidade, sempre distinção (cur. Hércules Goulart Martins), Galerie Jaqueline Martins, São Paulo, Brésil, 2016
- Ocupar la ocupación, F.D.A.C.M.A, Lino Divas: Hazlo tú mismo, Musée d’Art Moderne de Buenos Aires, Buenos Aires, Argentine, 2016
- Agora Somos Mais de Mil (cur. Marta Mestre), EAV Parque Lage, Rio de Janeiro, Brésil, 2016
- Immediate Attention (cur. Thierry Geoffroy et Tijana Miskovic), Galerie Emma Thomas, Rio de Janeiro, Brésil, 2016
- Fotos contam Fatos, XIII Prix Marc Ferrez de Photographie - Funarte, Galerie Vermelho, São Paulo, Brésil, 2015
- InterAKTION, Brasilien in Sacrow, Potsdam, Allemagne, 2015
- Map of the New Art, Luciano Benetton Collection, Palácio Cini, Venise, Italie, 2015
- The part that doesn't belong to you, Wiesbaden, Kunsthaus, Wiesbaden, Allemagne, 2014
- 3a BIENAL DA BAHIA, Arquivo e Ficção, Archives publiques de Bahia, et No Litoral é Assim, Musée d’Art Moderne de Bahia, Salvador, Brésil, 2014
- Primeiro Estudo: Sobre Amor, Galerie Luciana Caravello, Rio de Janeiro, Brésil, 2014
- Coisas Vistas Aqui e Ali, sem Óculos, Espace Culturel Sergio Porto, Rio de Janeiro, Brésil, 2014
- Todo mundo sabe (que as nossas cidades e corpos foram feitos para ser destruídos), Galerie Mônica Filgueiras, São Paulo, Brésil, 2013
- Vetor, Atelier Subterrânea, Porto Alegre - Rio Grande do Sul, Brésil, 2013
- Abre Alas 9, Galerie A Gentil Carioca, Rio de Janeiro, Brésil, 2013
- ROAD, Capacete Entretenimentos, Centre Culturel Banco do Nordeste, Fortaleza, Brésil, 2012
- Material Bruto, Dança no Andar de Cima, Fortaleza, Brésil, 2012
- Volar, Galerie Del Infinito, Buenos Aires, Argentine, 2012
- Istmo, Isla Flotante, Buenos Aires, Argentina, 2012
- Arte Vídeo em Trânsito, Mostra Lusófona de Vídeo Arte, Lisbonne, Portugal, 2012
- Vênus-Terra, TAC Galerie, Rio de Janeiro, Brésil, 2012